# Ambassade des Pays-Bas en Allemagne
L'ambassade des Pays-Bas en Allemagne  (en néerlandais : Nederlandse ambassade in Duitsland ; en allemand : Niederländische Botschaft in Deutschland) est la représentation diplomatique des Pays-Bas à Berlin en Allemagne. Inauguré en 2004, le bâtiment a été conçu par l'architecte néerlandais Rem Koolhaas de l'agence OMA.

## Histoire
Dans le sillage de la réunification, le gouvernement allemand décide de transférer sa capitale à Berlin et les Pays-Bas, ayant vendu leur ancienne ambassade berlinoise après la guerre, étaient libres d'envisager un nouvel emplacement. Le gouvernement néerlandais choisit l'arrondissement de Mitte, à côté du (nouveau) quartier des ambassades et de ses principaux partenaires commerciaux.
La reine Beatrix des Pays-Bas inaugure l'ambassade le 2 mars 2004 avec les ministres des Affaires étrangères Ben Bot des Pays-Bas et Joschka Fischer d'Allemagne.

## Architecture

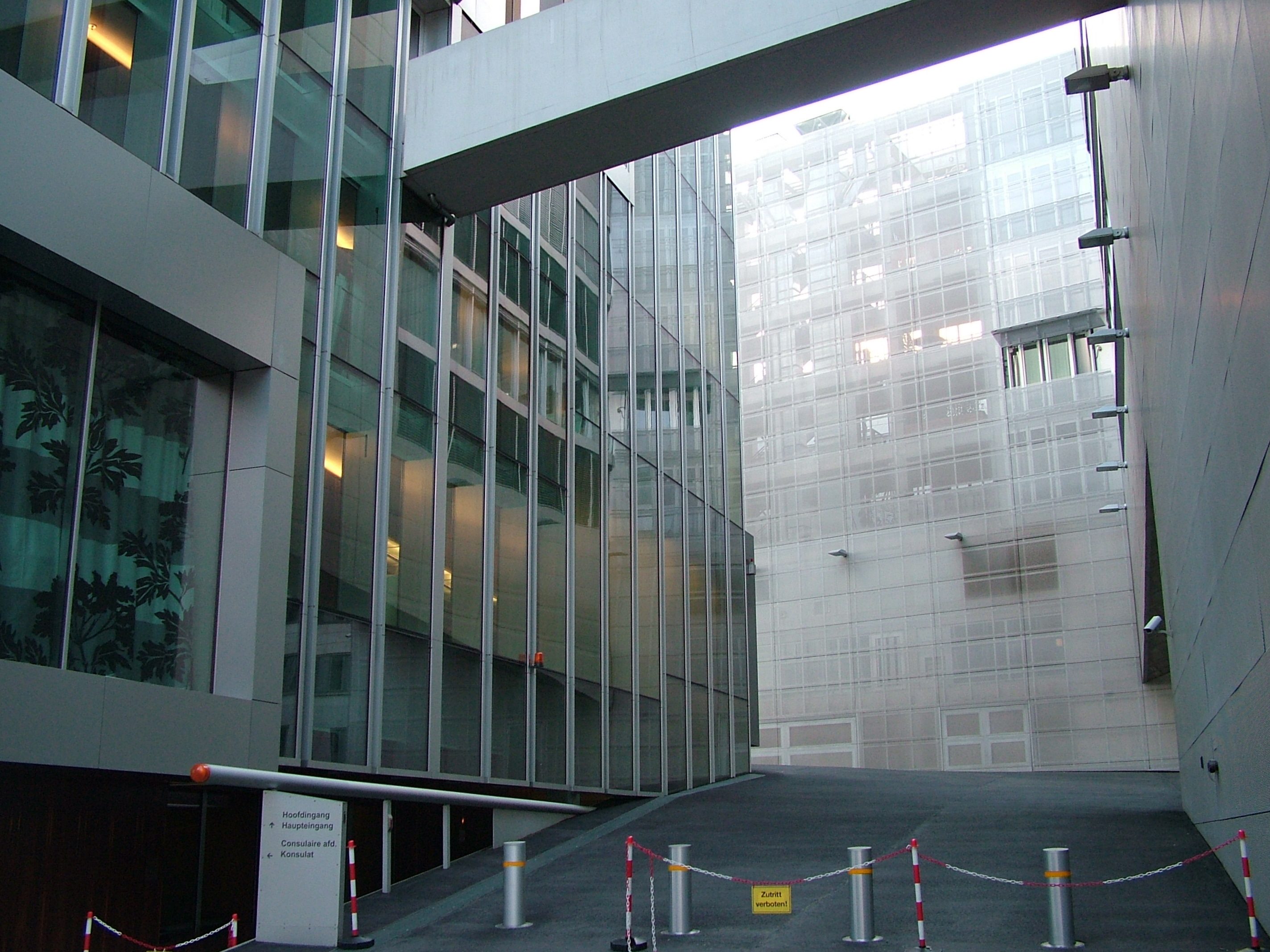
Passage extérieur.

Le bâtiment, conçu par l'architecte néerlandais Rem Koolhaas, intègre à la fois les exigences de sécurité inhérentes à la fonction et l'expression de l'ouverture néerlandaise. Les lignes directrices de planification traditionnelles de l'ancien Berlin-Ouest exigeaient pour tout nouveau bâtiment de compléter l'îlot urbain à la mode du XIXe siècle, alors que celles de l'ancien Berlin-Est ouvraient à une plus grande liberté de conception. Face à ce dilemme, la proposition du bureau OMA intègre les deux dimensions et forme un bâtiment tel une combinaison de l'obéissance (remplir le périmètre du bloc) et la désobéissance (créer d'un cube solitaire).
Comme, dans l'ancienne ambassade, les diplomates utilisaient le couloir pour un grand nombre de réunions informelles, OMA décide de créer un bâtiment avec un énorme couloir comme centre : une trajectoire continue, taillée dans le cube, atteignant chacune des huit zones de l'ambassade et formant le système de communication interne du bâtiment. Dès l'entrée, cette trajectoire conduit à la bibliothèque, aux salles de travail, à la salle de fitness et au restaurant pour finalement arriver sur la terrasse du toit. D'autre part, tout le long, elle exploite les relations avec le contexte en créant des vues sur la rivière Spree, la tour de la télévision (Fernsehturm) et le parc. De l'extérieur, elle permet également de voir la tour de télévision du parc par un vide diagonal. Les espaces de travail, quant à eux, sont les zones de surplus laissés par la coupe de la trajectoire. D'autres espaces semi-publics sont situés plus près de la façade et, pour certains, sont en porte-à-faux sur la zone de débarquement.
La trajectoire fonctionne comme un conduit principal d'air à partir duquel l'air frais s'infiltre dans les bureaux pour être exfiltrer par la double façade. Ce concept de ventilation fait partie d'une stratégie visant à intégrer plusieurs fonctions en un seul élément.

### Prix
Le bâtiment conçu par Rem Koolhaas a remporté l'Architekturpreis Berlin en 2003 et le Mies van der Rohe Award for European Architecture en 2005.